# شپشک‌های آبله‌ای
شپشک‌های آبله‌ای (نام علمی: Asterolecaniidae) نام یک تیره از بالاخانواده شپشک است.